# Szentdénes
Szentdénes (horvátul: Sedijanaš) község Baranya vármegyében, a Szentlőrinci járásban. A falu neve 1949 előtt Szentdienes volt.

## Fekvése
Szigetvártól délkeletre, a legközelebbi várostól, Szentlőrinctől mintegy 9 kilométerre délnyugatra található.
A szomszédos települések: északkelet felől Kacsóta, kelet felől Királyegyháza, dél felől Sumony, nyugat felől Rózsafa, északnyugat felől pedig Nagypeterd.

### Megközelítése
Legfontosabb közúti megközelítési útvonala az ország távolabbi részei felől a 6-os főút, mely a községtől mintegy 3 kilométerre északra húzódik. Központján azonban csak au 5807-es út húzódik végig, ez köti össze északi irányban a 6-os főúttal, déli irányban pedig Sumony térségével.
Vasútvonal nem érinti, dacára annak, hogy a Murakeresztúr–Szentlőrinc-vasútvonalnak van a község nevét viselő megállási pontja. Szentdénes megállóhely azonban a belterülettől majdnem 3 kilométerre északra található, az 5807-es út vasúti keresztezésének nyugati oldalán, közigazgatásilag Nagypeterd határai között.

## Története
Szentdienes (S.Dionysiusm Teleki) nevét az oklevelek 1287-ben Telwky néven említették. A fennmaradt hagyományok szerint a tatárjárás alatt a somogyvári apátságból kimentett Párizsi Szent Dénest ábrázoló képet itt rejtették el a bencés szerzetesek, és később a kép a településen maradt, és ez lett a falu védőszentje és neve is.
Az Okor melléki Teleki és a Szent Dienes egyház körül létesült falu 1287-ben mint két település szerepelt. Ekkor Teleki Demeter  , rokona, Szentdienesi Egyed engedélyével eladta Gyűrű földet.
1285-ben egyedi nemesek, a környékbeli Teleki nemesek pedig 1330-ban szerepeltek megyei tanúk között.
A Szent Dienes-egyházzal rendelkező falu a pápai tizedlajstromban is két néven; hol Teleki, hol pedig Szentdienes néven volt írva, amiből a két település egymásmellettiségére vagy egybeolvadására lehet következtetni.
1335-ben papja 5 báni pápai tizedet fizetett.
A török uralom alatt sem néptelenedett el a falu teljesen, lakói ekkor is magyarok voltak.

## Közélete

### Polgármesterei
- 1990–1994: Varga Zoltán (független)[4]
- 1994–1998: Varga Zoltán (független)[5]
- 1998–2002: Varga Zoltán (független)[6]
- 2002–2006: Vidra Sándor (független)[7]
- 2006–2010: Vidra Sándor (független)[8]
- 2010–2014: Vidra Sándor (független)[9]
- 2014–2019: Vidra Sándor (független)[10]
- 2019–2024: Vidra Sándor (független)[11]
- 2024– : Gombosné Harmath Tünde Anikó (független)[1]

## Népesség
A település népességének változása:
| Lakosok száma | 288  | 289  | 280  | 277  | 277  | 325  | 312  | 321  |
|               | 2013 | 2014 | 2015 | 2019 | 2021 | 2022 | 2023 | 2024 |

A 2011-es népszámlálás során a lakosok 86,4%-a magyarnak, 6% cigánynak, 0,3% horvátnak, 0,7% lengyelnek mondta magát (13,6% nem nyilatkozott; a kettős identitások miatt a végösszeg nagyobb lehet 100%-nál). A vallási megoszlás a következő volt: római katolikus 71,5%, református 4,3%, felekezeten kívüli 7,9% (16,2% nem nyilatkozott).
2022-ben a lakosság 92,3%-a vallotta magát magyarnak, 14,2% cigánynak, 0,9% szlovénnek, 0,6% ukránnak, 0,6% románnak, 0,3% szlováknak, 0,3% németnek, 0,3% lengyelnek, 2,2% egyéb, nem hazai nemzetiségűnek (7,1% nem nyilatkozott; a kettős identitások miatt a végösszeg nagyobb lehet 100%-nál). Vallásuk szerint 44% volt római katolikus, 5,8% református, 0,9% görög katolikus, 0,6% ortodox, 1,2% egyéb keresztény, 2,2% egyéb katolikus, 18,5% felekezeten kívüli (26,8% nem válaszolt).

## Nevezetességei
- Római katolikus temploma - a XVIII. században végén épült, copf stílusban az Esterházyak segítségével.

## Ismert személyek
- Itt született 1877-ben és itt élt Patacsi Dénes gazdálkodó, politikus, országgyűlési képviselő, 1919-1921 között több magyar kormány honvédelmi, illetve kisgazdaügyi államtitkára, akit a településen díszpolgárrá is megválasztottak.